# Alec Bregonzi
Alec Bregonzi (* 21. April 1930 in London; † 4. Juni 2006 ebenda) war ein britischer Schauspieler.

## Leben
Bregonzi absolvierte zunächst eine klassische Schauspielausbildung und trat als Darsteller unter anderem an Theatern in Farnham, York, Bromley, Leatherhead und am Londoner West End auf. In London arbeitete er auch mit dem Komiker Ronnie Barker zusammen, was seine Darstellung im komischen Fach nachhaltig beeinflusste.
1957 stieß Bregonzi, der bis dahin weder in Film- noch in Fernsehproduktionen gespielt hatte, zum Comedy-Ensemble von Tony Hancock’s Half Hour, der Fernsehvariante von Tony Hancocks erfolgreicher Radiosendung, in der Komiker wie Sidney James und Kenneth Williams Sketche und Absurditäten aufführten. Bis zur Einstellung der Show 1960 verkörperte Bregonzi die verschiedensten Rollen und avancierte dadurch zu einem gefragten Fernsehkomiker. Er spielte mit bekannten Komikern wie Ted Ray (It’s Saturday Night), Peter Sellers (The April 8th Show), Ronnie Barker (The Two Ronnies), Benny Hill und Frankie Howerd.
1958 gab Bregonzi in der Militärkomödie Kopf hoch – Brust raus!, dem ersten Film der langlebigen Carry-On-Filmreihe, sein Spielfilmdebüt. In seiner fast 50 Jahre umspannenden Filmkarriere trat er in vielen weiteren Komödien auf wie Georgy Girl (mit James Mason), Inspector Clouseau – Der irre Flic mit dem heißen Blick, aber auch in zahlreichen Produktionen anderer Genres wie den Edgar-Wallace-Krimis Ricochet und Face of a Stranger und Literaturverfilmungen (Gret Expectations nach Charles Dickens).
Daneben wirkte er auch als Komiker bei verschiedenen Radio-Sendungen mit und lieh seine Stimme verschiedenen Figuren der Puppenserie The Treacle People (1995–1997).
Die letzten Lebensjahre kämpfte Alec Bregonzi gegen eine Krebserkrankung. Er starb am 4. Juni 2006 im Alter von 76 Jahren.

## Filmografie (Auswahl)
- 1957–1960: Tony Hancock’s Half Hour
- 1958: The April 8th Show
- 1960: It’s Saturday Night
- 1963: Ricochet
- 1964: Frankie Howerd
- 1964: Face of a Stranger
- 1966: Georgy Girl
- 1978: Inspector Clouseau – Der irre Flic mit dem heißen Blick (Revenge of the Pink Panther)
- 1984: L’Ètincelle
- 1987: The Two Ronnies